# Christian Philipp

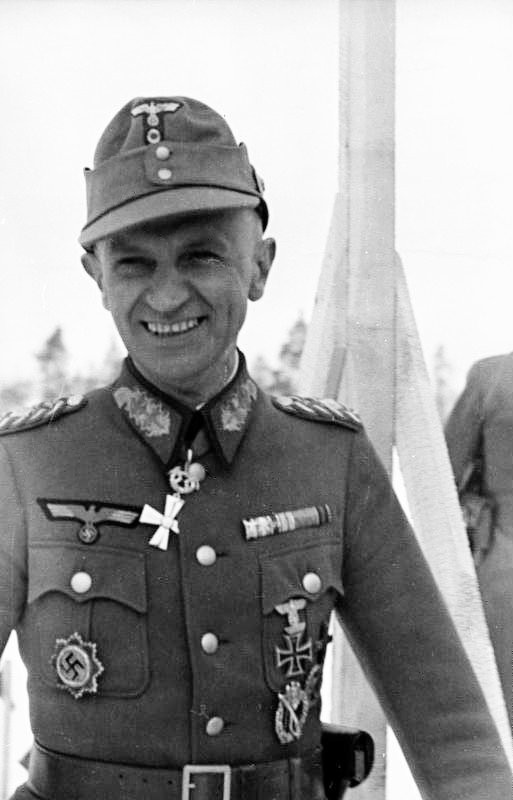
Generalleutnant Christian Philipp (1942)

Christian Philipp (* 3. September 1893 in Michelfeld; † 16. Oktober 1963 in Unterleinleiter) war ein deutscher Offizier, zuletzt Generalleutnant im Zweiten Weltkrieg.

## Leben

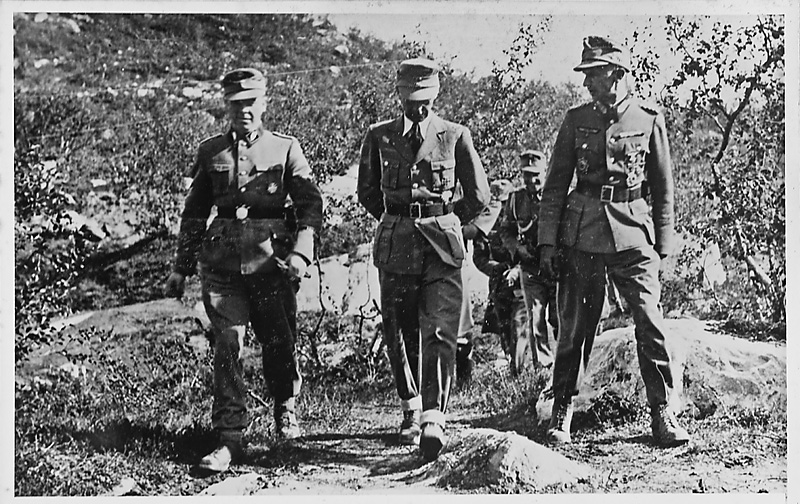
Besuch des Reichskommissar für die besetzten norwegischen Gebiete Josef Terboven (Mitte) an der Frontlinie, Carlo Otte (links) und Philipp (rechts), Juli 1942.

Christian Philipp trat im August 1914 als Freiwilliger in das 3. Bayerische Feldartillerie-Regiment ein und diente als Offizier im Ersten Weltkrieg. Ende 1915 war er als Leutnant im 6. Infanterie-Regiment.
Nach Ende des Krieges wurde er in das Freikorps Epp aufgenommen, wurde Mitte 1920 aus dem Heer verabschiedet und in die bayerische Landespolizei übernommen.
Anfang Oktober 1935 erfolgte die Übernahme als Major in die Wehrmacht. Er war ab August 1938 bis Mitte 1939 Bataillonskommandeur im neu gebildeten Gebirgsjäger-Regiments 138 in Graz, welches der 3. Gebirgs-Division unterstellt war. Anfang September 1937 war er zum Oberstleutnant befördert worden, nahm er am Überfall auf Polen und am Westfeldzug teil. Anschließend wurde er mit der Beförderung zum Oberst Anfang September 1940 Kommandeur des Infanterie-Regiments 524. Das Regiment wurde beim Russlandfeldzug eingesetzt und für seine Führung erhielt er das Deutsche Kreuz in Gold verliehen. Ein Jahr später folgte die Übernahme des Kommandos des Gebirgsjäger-Regiments 138.
Mitte Januar 1942 wurde er mit der Beförderung zum Generalmajor auch zum Kommandeur der 6. Gebirgs-Division befohlen. Die Division stand in Finnland und bildete dort den nördlichen Flügel des Gebirgskorps Norwegen. Anfang 1943 folgte die Beförderung zum Generalleutnant. Mitte August 1944 übergab er das Kommando über die 6. Gebirgs-Division an Generalmajor Max-Josef Pemsel. Vom 1. September 1944 bis 1. April 1945 war er Kommandeur der 8. Jäger-Division. Die Division kämpfte unter ihm in der Ukraine, den Karpaten und in der Slowakei. Für die Führung der Division erhielt er das Ritterkreuz verliehen. Anschließend war er noch stellvertretender Kommandeur des XXIX. Armeekorps.
Zu Kriegsende kam er in Kriegsgefangenschaft.
Nach der Freilassung war er von 1955 bis 1957 Landesvorsitzender des Kyffhäuserbundes und engagierte er sich anschließend im Deutschen Soldaten- und Kriegerbunds in Bayern. Gemeinsam mit Dietrich Freiherr von Stetten und Generalleutnant a. D. August Wittmann hatte er sich für die Rückübertragung des Vermögens des NS-Reichskriegerbundes Kyffhäuser in die staatlich anerkannte Nachfolgegesellschaft Bayerische Kameradschaft im Kyffhäuserbund (BKB) engagiert und erreichten 1960 die Einigung mit dem Freistaat. 1961 war er bis zu seinem Tod Erster Präsident des Deutschen Soldaten- und Kriegerbunds in Bayern. Vormals war er bereits Co-Präsident unter General der Infanterie a. D. Otto Stapf gewesen.

## Auszeichnungen
- Eisernes Kreuz (1914) II. und I. Klasse
- Verwundetenabzeichen (1918) in Gold
- Finnischer Orden des Freiheitskreuzes Ritterkreuz mit Schwertern
- Spange zum Eisernen Kreuz II. und I. Klasse
- Infanterie-Sturmabzeichen
- Deutsches Kreuz in Gold am 27. Oktober 1941
- Ritterkreuz des Eisernen Kreuzes am 11. März 1945[5][6]